# Ninfeo

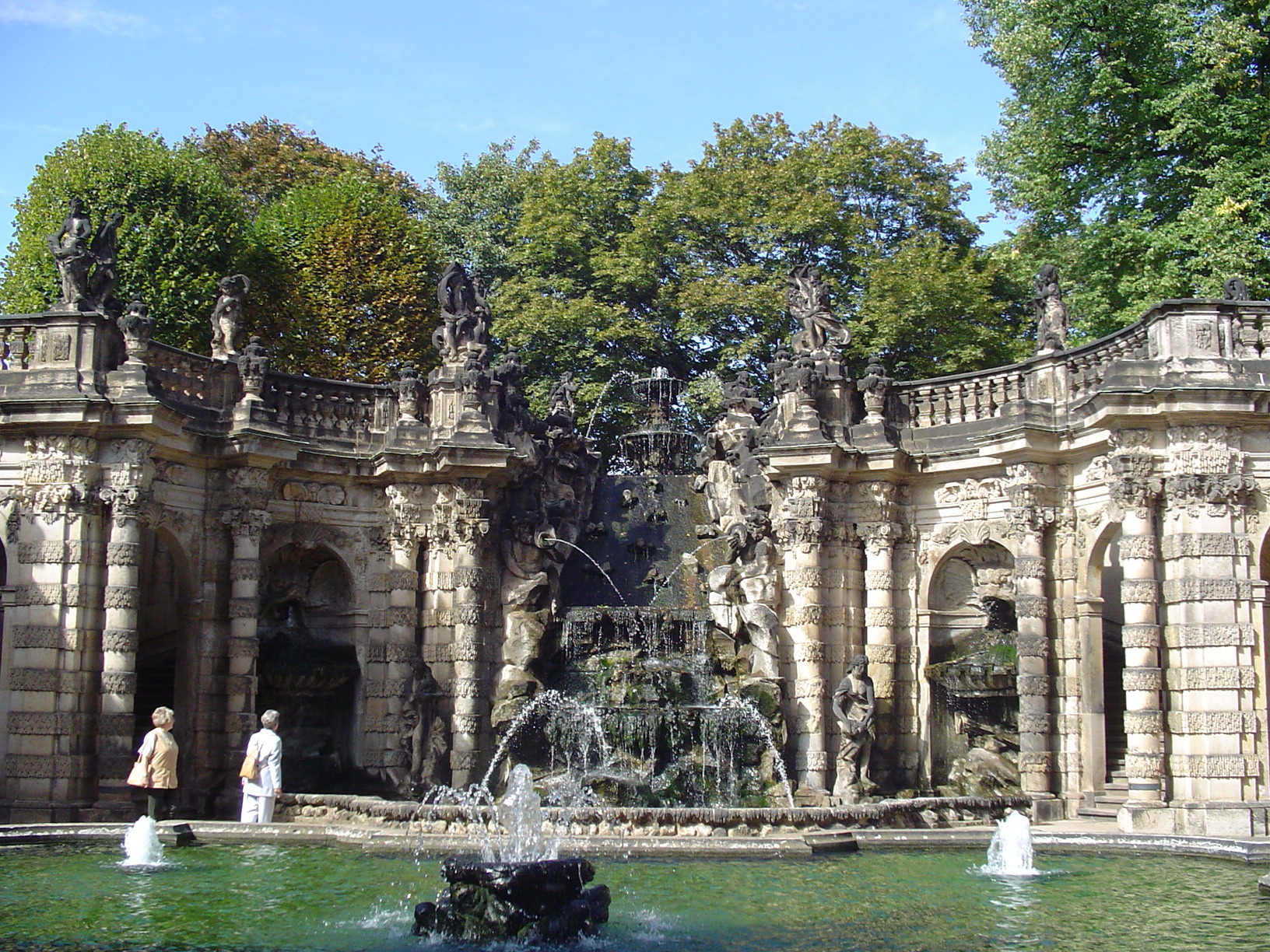
El Nymphenbad, el ninfeo de Zwinger, Dresde.

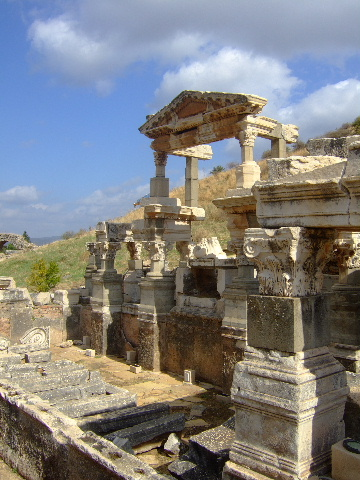
Ninfeo Trajano.

Se llama ninfeo  a un monumento consagrado a las ninfas, especialmente a una fuente.
Originalmente estos monumentos fueron grutas naturales, que eran consideradas tradicionalmente el hogar de la ninfa local. Se los decoraba con estatuas, y disponían de estanques. La estructura podía tener columnas y hornacinas.
Algunos estaban dispuestos de tal forma que servían como suministro de agua, como el ninfeo de Side en Panfilia o el de Mileto. Un ninfeo dedicado a la ninfa acuática local, Coventina, se construyó junto al muro de Adriano, en el extremo norte del Imperio romano. Desde entonces, las grutas artificiales tomaron el lugar de las naturales. El Ninfeo Trajano, una fuente en Éfeso, fue levantado en el extremo de una línea de 39 kilómetros. 
Se sabe que hubo ninfeos en Corinto, Antioquía, Constantinopla y Roma, donde se han identificado 20. Según la Notitia Urbis Constantinopolitanae de alrededor del año 425 d. C., la ciudad de Constantinopla contaba entonces con cuatro ninfeos. El más importante de ellos era el Ninfeo Mayor, que funcionaba como terminal del Acueducto de Valente en el Foro de Teodosio, que sobrevivió al menos hasta el XVI.
Los ninfeos fueron importantes para la construcción arquitectónica de los mosaicos, como forma de revestimiento de suelos, paredes y techos abovedados en el siglo I. Esto se debió a que los ninfeos estaban decorados con mosaicos geométricos, que a menudo incorporaban conchas, y es cierto que a finales del siglo I empezaron a contener representaciones figurativas más ambiciosas.
Los ninfeos servían de santuarios, estanques y salas de reunión, donde se celebraban bodas y otras ceremonias y reuniones.La asociación original con las ninfas se perdió a finales del siglo IV, cuando el término pasó a referirse únicamente a las fuentes decorativas y monumentales, acepción que adquirió especial relevancia y popularidad durante el Renacimiento y Barroco y que, por extensión, aún persiste en la actualidad.
Además, en la decoración de lugares públicos, los ninfeos se utilizaban a veces como vestíbulos de iglesias, como el de la basílica A de Filipos, de alrededor del año 500 d. C., que asumía la función de fuente.